# Lisanza
Lisanza è una località del comune italiano di Sesto Calende posta a nordovest del centro abitato lungo la costa del Lago Maggiore.

## Storia
Lisanza era un piccolo centro abitato di antica origine, sede di parrocchia, appartenente alla pieve di Angera della Provincia di Milano.
Registrato agli atti del 1751 come un borgo di 176 abitanti, nel 1786 Lisanza entrò per un quinquennio a far parte dell'effimera Provincia di Varese, per poi cambiare continuamente i riferimenti amministrativi nel 1791, nel 1798 e nel 1799. Alla proclamazione del Regno d'Italia nel 1805 risultava avere 213 abitanti. In età napoleonica (1809) il comune di Lisanza venne aggregato al limitrofo comune di Taino, recuperando l'autonomia nel 1816, in seguito all'istituzione del Regno Lombardo-Veneto. Nel 1853 contò 387 residenti.
All'Unità d'Italia (1861) Lisanza contava 429 abitanti. Il comune di Lisanza venne soppresso nel 1928 e aggregato al comune di Sesto Calende.